# كرولا (فلم)
كرويلا (بالإنجليزية: Cruella) هو فيلم جريمة كوميدي أمريكي لعام 2021 من إخراج كريغ غيليسبي وبطولة إيما ستون، إيما تومسون، باول والتر هوزر، جويل فراي ومارك سترونج.

## قصة الفيلم
تدور أحداث الفيلم في السبعينيات بلندن حول قصة حياة كورلا دي فيل السابقة وطفولتها قبل أن تتحول إلى السيدة الشريرة بفيلم الرسوم المتحركة 101 مرقش حيث سنرى العوامل التي أدت إلى هذا التحول.

## روابط خارجية
- الموقع الرسمي
- مقالات تستعمل روابط فنية بلا صلة مع ويكي بيانات

لا توجد روابط لمواقع التواصل الاجتماعي.